# 36. ročník People's Choice Awards
36. ročník People's Choice Awards se konal 6. ledna 2010 v Nokia Theatre v Los Angeles v Kalifornii. Ceremoniál moderovala Queen Latifah a byl vysílán televizní stanicí CBS. Ne všechny ceny byly předány živě při ceremoniálu, například nejoblíbenější film byl vynechán. Stejně tak cena za nejoblíbenějšího filmového herce, kterou získal Johnny Depp, který byl v průběhu večera oceněn cenou v kategorii Herec/Herečka dekády.

## Účinkující
- Mary J. Blige
- Cobra Starship (duet s Nicole Scherzinger)

## Uvádějící
- Ellen DeGeneres
- Rascal Flatts
- Kate Walsh
- Sofia Vergara
- James Denton
- Chevy Chase
- Christian Slater
- Jenna Elfman
- Kellan Lutz
- Paula Patton
- will.i.am
- George Lopez
- Jackie Chan
- Queen Latifah
- Josh Holloway
- Ginnifer Goodwin
- Demi Lovato
- Colbie Caillat
- Jessica Alba
- Kathryn Morris
- LL Cool J
- Greg Grunberg
- Taraji P. Henson
- Sacha Baron Cohen
- Katie Cassidy

## Nominace
| Nejoblíbenější filmový herec | Nejoblíbenější filmová herečka                                                                                      |
| --- | --- |
| - Brad Pitt - Hugh Jackman - Johnny Depp - Robert Pattinson - Ryan Reynolds | - Anne Hathawayová - Drew Barrymoreová - Jennifer Aniston - Kristen Stewart - Sandra Bullock                        |
| Nejoblíbenější akční hvězda | Nejoblíbenější komediální hvězda                                                                                    |
| - Christian Bale - Gerard Butler - Hugh Jackman - Shia LaBeouf - Vin Diesel | - Adam Sandler - Ben Stiller - Jim Carrey - Ryan Reynolds - Vince Vaughn                                            |
| Nejoblíbenější průlomová filmová herečka | Nejoblíbenější průlomový filmový herec                                                                              |
| - Anna Kendrick - Emily Osment - Ginnifer Goodwin - Miley Cyrus - Zoe Saldana | - Chris Pine - Joseph Gordon-Levitt - Sam Worthington - Taylor Lautner - Zachary Quinto                             |
| Nejoblíbenější tým na obrazovce | Nejoblíbenější nezávislý film                                                                                       |
| - Daniel Radcliffe, Emma Watsonová & Rupert Grint, Harry Potter a princ dvojí krve - Ryan Reynolds & Sandra Bullock, Návrh - Shia Labeouf & Megan Fox, Transformers: Pomsta poražených - Kristen Stewart, Robert Pattinson & Taylor Lautner, Twilight sága - Daniel Henney, Dominic Monaghan, Hugh Jackman, Liev Schrieber, Ryan Reynolds & will.i.am, X-Men Origins: Wolverine | - 500 dní se Summer - District 9 - Hanebný pancharti - Paranormal Activity - Madea Goes to Jail                     |
| Nejoblíbenější komediální film | Nejoblíbenější film                                                                                                 |
| - Znovu 17 - Válka nevěst - Pařba ve Vegas - Až tak moc tě nežere - Návrh | - Pařba ve Vegas - Harry Potter a princ dvojí krve - Návrh - Star Trek - Stmívání                                   |
| Nejoblíbenější dramatická seriál | Nejoblíbenější komediální seriál                                                                                    |
| - Kriminálka Las Vegas - Chirurgové - Dr. House - Ztraceni - Námořní vyšetřovací služba | - Teorie velkého třesku - Zoufalé manželky - Jak jsem poznal vaši matku - Kancl - Dva a půl chlapa                  |
| Nejoblíbenější dramatický herec | Nejoblíbenější dramatická herečka                                                                                   |
| - Hugh Laurie - Kiefer Sutherland - Mark Harmon - Matthew Fox - Patrick Dempsey | - Anna Paquin - Blake Lively - Jennifer Love Hewitt - Katherine Heiglová - Mariska Hargitay                         |
| Nejoblíbenější komediální herec | Nejoblíbenější komediální herečka                                                                                   |
| - Alec Baldwin - Charlie Sheen - Jim Parsons - Neil Patrick Harris - Steve Carell | - Alyson Hanniganová - America Ferrera - Amy Poehlerová - Eva Longoria - Tina Fey                                   |
| Nejoblíbenější televizní posedlost | Nejoblíbenější soutěžní show                                                                                        |
| - Dexter - Super drbna - The Hills - Tajný život amerických teenagerů - Pravá krev | - American Idol - Dancing with the Stars - Heidi klum: svět modelingu - Umíte tančit? - Kdo přežije: Samoa          |
| Nejoblíbenější nový dramatický seriál | Nejoblíbenější nový komediální seriál                                                                               |
| - FlashForward – Vzpomínka na budoucnost - Dobrá manželka - Námořní vyšetřovací služba L. A. - V - Upíří deníky | - Mluvme o sexu - Cleveland show - Město žen - Glee - Taková moderní rodinka                                        |
| Nejoblíbenější zvířecí show | Nejoblíbenější mužský umělec                                                                                        |
| - Animal Cops - Znalec psí duše - Psí město - Buď já nebo pes - Ochránci zvířat Rescue Ink | - Eminem - Jason Mraz - John Mayer - Keith Urban - Tim Mcgraw                                                       |
| Nejoblíbenější ženská umělkyně | Nejoblíbenější country umělec                                                                                       |
| - Beyoncé - Britney Spears - Carrie Underwood - Pink - Taylor Swift | - Brad Paisley - Carrie Underwood - Keith Urban - Rascal Flatts - Taylor Swift                                      |
| Nejoblíbenější průlomový umělec | Nejoblíbenější rocková kapela                                                                                       |
| - Adam Lambert - Demi Lovato - Kris Allen - Lady Gaga - Susan Boyle | - Daughtry - Green Day - Kings Of Leon - Muse - Paramore                                                            |
| Nejoblíbenější hudební kolaborace | Nejoblíbenější R&B umělec                                                                                           |
| - "Good Girls Go Bad" od Cobra Starship & Leighton Meesterová - "I'm on a Boat" od The Lonely Island & T-Pain - "Live Your Life" od T.I. & Rihanny - "Lucky" odJasona Mraze & Colbie Caillat - „Run This Town" od Jay-Z, Rihanny & Kanye Westa | - Alicia Keys - Beyoncé - Jennifer Hudson - Mariah Carey - Usher                                                    |
| Nejoblíbenější popový umělec | Nejoblíbenější hip-hopový umělec                                                                                    |
| - The Black Eyed Peas - Britney Spears - Katy Perry - Lady Gaga - Taylor Swift | - Eminem - Flo Rida - Jay-Z - Lil' Wayne - T.I.                                                                     |
| Nejoblíbenější Franchise | Nejoblíbenější rodinný film                                                                                         |
| - Harry Potter - Star Trek - Transformers - Twilight sága - X-Men | - Hannah Montana - Doba ledová 3: Úsvit dinosaurů - Noc v muzeu 2 - Vzhůru do oblak - Max a maxipříšerky            |
| Nejoblíbenější Sci-fi/Fantasy | Nejoblíbenější Talk Show                                                                                            |
| - Hrdinové - Ztraceni - Lovci duchů - Pravá krev - Upíří deníky | - Chelsea Lately - Show Ellen DeGeneresové - Live with Regis and Kelly - Show Oprah Winfreyové - Show Tyry Banksové |
| Nejoblíbenější internetová celebrita | |
| - Andy Samberg - Ashton Kutcher - Miley Cyrus - P.Diddy - Will Ferrell | |